# Attackdykare

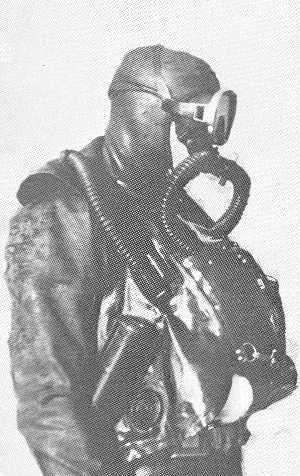
En fransk attackdykare med counterlung loop rebreather med 2 (modell "Oxygers", 1957).

Attackdykare är någon som är utbildad i dykning eller undervattenssimning i en militär kapacitet som kan inkludera strid. Många nationer och några irreguljära väpnade grupper har eller har haft attackdykare. Attackdykare använder sig av ett slutet system vilket innebär att gasen (ren syrgas) renas från koldioxid genom en kalkbehållare och sedan återanvänds. Detta innebär att inga bubblor stiger till ytan som kan röja en attackdykares position.
I Sverige utbildas attackdykare idag inom Amfibiekåren (f.d. Kustartilleriet), men det har även utbildats attackdykare inom flottan.